# 100th Air Refueling Wing
Le 100th Air Refueling Wing (100th AREFW, 100e Escadre de ravitaillement en vol), est une unité des United States Air Forces in Europe de l'United States Air Force basée à RAF Mildenhall en Angleterre.
Il comporte aujourd'hui un seul escadron volant, le 351st Air Refueling Squadron, sur KC-135.

## Historique
- 1er juin 1942 : activation administrative du 100th Bombardment Group (Heavy) (100th BG), affecté au III Bomber Command
- 1er novembre 1942 : rejoint Walla Walla Army Air Base (État de Washington), avec 4 équipages et 4 B-17Fs provenant de l'usine Boeing de Seattle
- 30 novembre 1942 : mouvement vers Wendover Field (Utah) où débute l'entraînement opérationnel
- Début 1943 : mouvement des avions et des équipages vers Sioux City AAB (Iowa)
- Mi-avril 1943 : les équipages rejoignent les rampants à Kearney Field (Nebraska)
- 25 mai 1943 : départ pour l'Europe des équipages et des appareils par la route Atlantique nord
- 27 mai 1943 : le personnel au sol embarque à New York sur le navire Queen Elizabeth en direction de Poddington, Angleterre
- 25 juin 1943 : première mission de combat en Europe pour la Eighth Air Force contre la base de sous-marins de Brême, en Allemagne. Au cours de ses nombreuses missions au-dessus de la France et de l'Allemagne, le groupe va vite acquérir le surnom de Bloody Hundredth (le sanglant centième)
- Mai 1945 : les équipages du groupe participent au ravitaillement de populations hollandaises ainsi qu'au rapatriement de prisonniers de guerre d'Autriche vers la France
- 21 décembre 1945 : retour aux États-Unis et dissolution à Camp Kilmer (New Jersey). Pour ses actions de bombardement d'installations allemandes fortement défendues et pour avoir contribué au ravitaillement de la résistance française, le groupe reçoit la Croix de Guerre avec palmes.
- 29 mai 1947 : activation dans la réserve du 100th Bombardment Group, Very Heavy à Miami Army Air Field
- 27 juin 1949 : dissolution
- 23 mars 1953 : création du 100th Bombardment Wing, Medium
- 1er janvier 1956 : activation du Wing
- 25 juin 1956 : redésigné 100th Strategic Reconnaissance Wing
- 30 septembre 1976 : redésigné 100th Air Refueling Wing, Heavy
- 15 mars 1983 : dissolution
- 15 juin 1990 devient la 100th Air Division
- 1er juillet 1990 : activation de la 100th Air Division à Whiteman AFB
- 26 juillet 1991 : dissolution
- 1er février 1992 : activation du 100th Air Refueling Wing à RAF Mildenhall, Angleterre

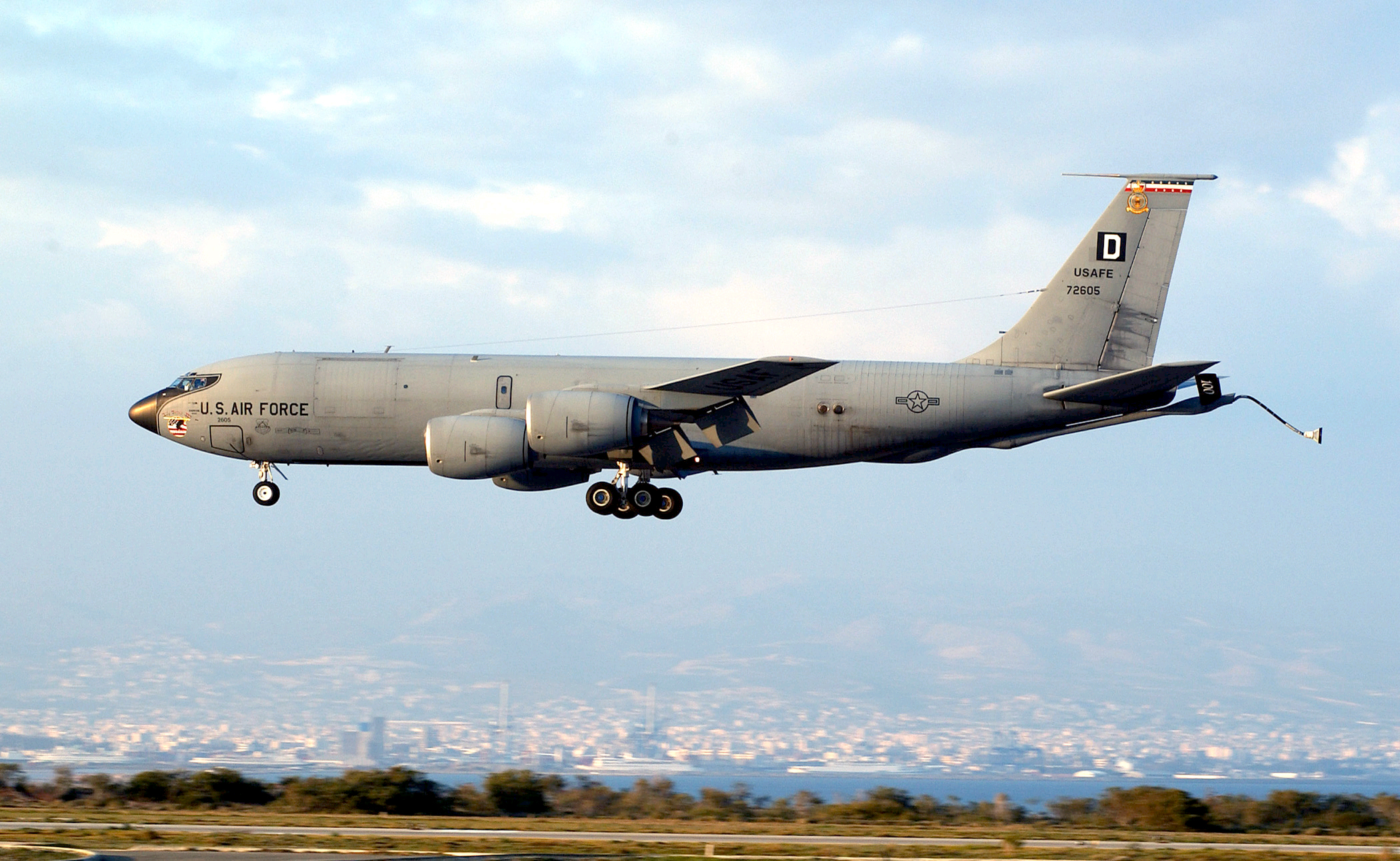
KC-135R du 100th Air Refueling Wing à Incirlik Air Base

## Bases
- Orlando Army Air Base (Floride): - 1er juin 1942 - 17 juin 1942
- Barksdale Field (Louisiane) : 18 juin 1942 - 25 juin 1942
- Pendleton Field (Oregon) : 26 juin 1942 - 27 août 1942
- Gowen Field (Idaho) : 28 août 1942 - 31 octobre 1942
- Walla Walla Army Air Base (Washington) : 1er novembre 1942 - 29 novembre 1942
- Wendover Field (Utah) : 30 novembre 1942 - 31 décembre 1942
- Sioux City Army Air Base (Iowa) : 1er janvier 1943 - 2 février 1943
- Poddington (Angleterre) : 4 juin 1943 - 8 juin 1943
- Thorpe Abbots (en) (Angleterre) : 9 juin 1943 - 12 décembre 1945
- Camp Kilmer (New Jersey) : 20-21 décembre 1945
- Miami Army Air Force Field (Floride) : 29 mai 1947 - 27 juin 1949
- Portsmouth Air Force Base (plus tard Pease Air Force Base) (New Hampshire) : 1er janvier 1956 - 24 juin 1966
- Davis-Monthan Air Force Base (Arizona) : 25 juin 1966 - 29 septembre 1976
- Beale Air Force Base (Californie) : 30 septembre 1976 - 15 mars 1983
- Whiteman Air Force Base (Missouri) : 1er juillet 1990 - 1er août 1991
- RAF Mildenhall (Angleterre) : 1er février 1992 -

### Détachements
- Kearney Army Air Force Field (Nebraska) : 3 février 1942 - 26 mai 1943
- Camp Douglas (Wisconsin) : mai 1943
- Camp Kilmer (New Jersey) : 11-26 mai 1943
- RAF Brize Norton (Angleterre) : 29 décembre 1957 - 1er avril 1958

## Composantes

### Wing
- 351st Strategic Missile Wing : 1er juillet 1990 - 26 juillet 1991
- 509th Bombardment Wing : 30 septembre 1990 - 26 juillet 91

### Group
- 100th Operations Group : 1er février 92 -

### Squadrons
- 9th Air Refueling Sqdn : 30 septembre 1976 - 27 janvier 1982
- 99th Strategic Reconnaissance Sqdn : 1er novembre 1972 - 30 juin 1976
- 100th Air Refueling Sqdn : 16 août 1956 - 25 juin 1966
- 349th Bombardment Sdqn : 1er juin 1942 - 1er février 1945 et 29 mai 1947 - 27 juin 1949
- 349th Air Refueling Sqdn : 1er janvier 1956 - 15 mars 1983
- 350th Bombardment Sqdn : 1er juin 1942 - 15 décembre 45 et 16 juillet 1947 - 27 juin 1949
- 350th Air Refueling Sqdn : 1er janvier 1956 - 4 mars 1958, 4 avril 1958 - 1er juillet 1976 et 28 janvier 1982 - 15 mars 1983
- 351st Bombardment Sqdn : 1er juin 1942 - 15 décembre 1945 et 17 décembre 1947 - 27 juin 1949
- 351st Air Refueling Sqdn : 1er janvier 1956 - 25 juin 1966 et 31 décembre 1992 -
- 418th Bombardment Sqdn : 1er juin 1942 - 19 décembre 1945 et 29 mai 1947 - 27 juin 1949
- 418th Air Refueling Sqdn : 1er mars 1959 - 1er janvier 1962
- 509th Air Refueling Sqdn : 8 avril 1958 - 8 juillet 1958

## Appareils
- Boeing B-17 : 1942 - 1945
- Boeing B-47 : 1956 - 1966
- Boeing KC-97 : 1956 - 1965
- Lockheed U-2 : 1966 - 1976
- Lockheed WU-2 : 1966 - 1969
- Lockheed DC-130 : 1966 - 1976
- Sikorsky CH-3 1966 - 1976
- Teledyne-Ryan Q-147 (plus tard AQM-34) : 1966 - 1976
- Boeing KC-135 : 1976 - 1983 et 1992 -

## Culture populaire
- Masters of the Air, série diffusée en 2024, relate leur histoire durant la Seconde Guerre mondiale.